# Patrik Ouředník
Pour les articles homonymes, voir Ouředník.
Œuvres principales
- Europeana. Une brève histoire du XXe siècle (2001 ; FR : 2004)
- Instant propice, 1855 (2005 ; FR : 2006)
- Classé sans suite (2006 ; FR : 2011)
- La fin du monde n'aurait pas eu lieu (2017 ; TCH 2018)

Compléments
Site web
Patrik (Patrick) Ourednik est un écrivain tchèque et français né en 1957 à Prague.
Il est l'auteur d'une vingtaine de livres et le traducteur en tchèque de Rabelais, Jarry, Queneau, Beckett, Michaux, Simon et Vian. 
Patrik Ourednik passe sa jeunesse dans la Tchécoslovaquie des années 1970, en pleine « normalisation » qui avait mis fin aux espoirs du Printemps de Prague. Signataire de la Pétition pour la libération des prisonniers politiques et éditeur de samizdats, il se voit exclu des études universitaires pour « non-conformité idéologique ». En 1984 il s'exile en France où il vit depuis.
Toute l'œuvre de Patrik Ourednik — dictionnaires « non conventionnels », essais, romans, poésies, pastiches – est marquée par l'intérêt pour les idées reçues, les préjugés et les stéréotypes, examinés à travers le langage, l'expression, pour lui, de « la vérité d'une époque » : « Quant à moi, j'essaie d'appliquer un principe un peu différent, en partant de la prémisse qu'il est possible de prendre comme synonyme de la “vérité d'une époque” la langue de cette époque, autrement dit de s'emparer d'un certain nombre de tics langagiers, de stéréotypes et de lieux communs et de faire en sorte qu'ils agissent et qu'ils se confrontent au même titre que les personnages d'un récit traditionnel. ».

## Principales œuvres en prose
Année vingt-quatre (1995) renoue avec les « jeux de mémoire » de Joe Brainard (1970) et de Georges Perec (1978). La base de ces « descentes » dans la mémoire de l’auteur est constituée par des souvenirs fragmentaires, introduits par la formule « je me souviens ». Par ces bribes de souvenir, qui concernent les années 1965 à 1989, l’auteur fait ressurgir des instantanés tirés soit de sa propre vie, soit de ce qu’il est convenu d’appeler des « grands » faits de société. On entrevoit des clichés propres à une situation particulière, des détails éternels, des fragments de discours, des truismes, des tics à travers le prisme du sujet et du « vécu » de l’auteur. Le regard d’Ourednik reste individualisé, caractérisé, sans pourtant qu’il ne pose le moindre jugement sur les évènements. L’époque se démasque d’elle-même, par sa langue, qui se trouve soudain, sous le microscope de l’auteur, arrachée à son contexte de communication située dans le temps.
Europeana (2001) propose, comme le dit son sous-titre, une « brève histoire du vingtième siècle », racontée non pas d’un point de vue objectif, mais comme « par en dessous ». Le récit ne respecte aucune linéarité chronologique, il ne fait pas de hiérarchie entre les évènements de l’époque, il ne cherche pas de lien de cause à effet, enfin il ne personnifie pas l’histoire. Dans la droite ligne de Bouvard et Pécuchet , c’est bien la « langue du XXe siècle » qui est au cœur d’Europeana : discours diffus et indifférenciés, concentrés et mis en système, et qui convoquent, indistinctement, dans un inventaire absurde qui va de la Première Guerre Mondiale jusqu’au bug du millénaire, la mort de Dieu et la télévision, Buchenwald et le positivisme, l’émancipation de la femme et l’invention de l’escalator. (Voir l'article détaillé : Europeana. Une brève histoire du XXe siècle.)
Instant propice, 1855 (2006). On retrouve le même projet d’écriture – la restitution de la « vérité d’une époque » par l’adoption de sa « langue » spécifique, qui seule la rend audible – dans Instant propice, 1855, librement inspiré d'une expérience anarchiste tentée en 1890 au Brésil, récit polymorphe d’une utopie libertaire qui s’épuise en parlotte. Tout comme Europeana, Instant propice balaie les manifestations de la bêtise humaine en se plaçant en leur sein : raccourcis de pensées et formules toutes faites, manifestations idéologiques d’un temps, truismes universels.
Dans Classé sans suite (2006), qualifié par son postfacier  de « faux polar mais vrai thriller métaphysique » , Ourednik revient à Prague, capitale d'un « nouveau pays sans nom ». Débutant à la façon d'un texte de Queneau, le roman s'avère peu à peu un piège pour le lecteur : frustrant les attentes ouvertes par un  “roman”, Classé sans suite déjoue le conformisme romanesque. Toujours selon le postfacier, « Ourednik a réussi à accomplir (...) le projet tout flaubertien d’écrire un livre sur rien ». Ourednik lui-même avait donné quelques pistes dans un entretien accordé en 2007 à la revue Labyrint : « Comment écrire sur rien ? Qu'est-ce rien ? Un vacuum rempli du langage au sens propre comme au sens figuré. L'illusion d'une existence digne d'être exprimée, l'illusion d'une histoire digne d'être racontée, l'illusion d'une cohérence digne d'être démontrée. La vie humaine dans ses trois formes : j'existe (existence), je progresse d'un point à un autre (histoire), un sens s'en dégage (cohérence). Ce livre-là aurait pu aussi bien s'intituler Si seulement ».
La fin du monde n'aurait pas eu lieu (2017) est le deuxième livre d'Ourednik écrit en français. Le roman se déroule dans un avenir proche, « après la fin du monde ». Le héros, Gaspard Boisvert, traducteur de littérature américaine, devient à la suite d'un quiproquo conseiller du « président américain [non nommé] le plus bête de l'histoire du pays ». Le destin de Gaspard, d'origine judéo-ukrainienne côté mère, mais peut-être également le petit-fils d'Adolf Hitler côté père, permet à Ourednik de développer des réflexions sur le monde contemporain et de « régler ses comptes à une certaine manière de raconter l’histoire et de dire le présent » (comme l'écrit Jean Montenot dans la postface), tout en « subvertissant les codes de l’écriture, multipliant les jeux de distanciations, les scies, les clichés, les phrases toutes faites, mêlant ici les vérités aux demi-vérités, voire aux franches absurdités, forçant le trait là, le tout au service d’une ironie des plus réjouissantes et des plus dévastatrices ». À la fin du roman, Gaspard est atteint d'amnésie, et cette perte de mémoire est sans doute valable, par analogie, pour le monde occidental dans son ensemble.

## Publications
Romans et récits
- Année vingt-quatre (Rok čtyřiadvacet), Prague, 1995. Allia, Paris, 2018.  (ISBN 9791030409642).
- Les Aventures extraordinaires du Comte de la Chicorée (O princi Čekankovi, jak putoval...), Prague, 1995.
- Europeana. Une brève histoire du XXe siècle (Europeana. Stručné dějiny dvacáteho věku), Prague, 2001. Allia, Paris, 2004.  (ISBN 2844851398).
- Instant propice, 1855 (Příhodná chvíle, 1855), Prague, 2006. Allia, Paris, 2006 (ISBN 2844852122).
- Classé sans suite (Ad acta), Prague, 2006. Allia, Paris, 2012.  (ISBN 9782844854322).
- Histoire de France. À notre chère disparue (en français), Allia, Paris, 2014.  (ISBN 9782844857644).
- La fin du monde n'aurait pas eu lieu (en français), Allia, Allia, Paris, 2017 (ISBN 9791030404708).

Poésie
- Ou bien (Anebo), Prague, 1992.
- D'autant plus (Neřkuli), Prague, 1996.
- La Maison du pieds-nus (Dům bosého), Prague, 2004. Allia, Paris, 2012, sous le titre Le Silence aussi  (ISBN 9782844854339).

Théâtre
- Aujourd'hui et après-demain (Dnes a pozítří), Prague, 2012. Allia, Paris, 2012,  (ISBN 978-2-84485-576-3), sous le titre Hier et après-demain.

Essais
- À la recherche de la langue perdue (Hledání ztraceného jazyka), Prague, 1997.
- Utopus en personne me fit île (Utopus to byl, kdo učinil mě ostrovem), Prague, 2010.
- Du libre exercice du langage (Svobodný prostor jazyka), Prague, 2013.
- L'Antialcoran ou L'étrange monde de T.H. (Antialkorán aneb nejasný svět T.H.), Prague, 2017.

Lexicographie
- Le Glossarium. Dictionnaire du tchèque non conventionnel (Šmírbuch jazyka českého. Slovník nekonvenční češtiny), Paris, 1988 ; Prague, 1992.
- Sans qu'il y ait de nouveau sous le soleil. Locutions et expressions d'origine biblique (Aniž jest co nového pod sluncem. Slova, rčení a úsloví biblického původu), Prague, 1994.
- Demander la clé au bar (Klíč je ve výčepu), Prague, 2000.
- Les Mots mis en oubli (Slova v zapomenutí daná), Prague, 2021.

Autres
- Correspondances • Correspondencias • Korrespondentziak (correspondance avec Angel Erro, édition trilingue, San Sebastián, 2016.

## Traductions
Du français au tchèque
- Boris Vian : Chroniques, textes, nouvelles, Prague, 1981 (Samizdat).
- Raymond Queneau : Exercices de style, Prague, 1985 (Samizdat); 1994, 2012.
- Michel Butor: Entrepôt, Paris, 1985.
- Boris Vian: Le Loup-garou, Paris, 1986.
- Samuel Beckett : En attendant Godot, Paris, 1986; Prague, 1996, 2005, 2010, 2011.
- Samuel Beckett: Mirlitonnades, Paris, 1986; Prague, 2010.
- Marcel Béalu: Le Mort-vivant, Paris, 1988.
- Claude Simon: L'Invitation, Paris, 1988.
- Samuel Beckett: Catastrophe, Prague, 1990.
- Boris Vian : Trouble dans les Andains, Prague, 1992, 2023.
- Boris Vian : Les Fourmis, Prague, 1994.
- Jacques Vaché : Lettres de guerre, Paris, 1986; Prague, 1994.
- Henri Michaux : Un certain Plume, Paris, 1986; Prague, 1995.
- François Rabelais : Pantagrueline Prognostication certaine, véritable et infaillible pour l'an perpétuel, Prague, 1995.
- François Rabelais : Traité de bon usage de vin, lequel est grand et perpétuel, pour ébaudir âme et corps, Prague, 1995, 2002, 2012.
- Alfred Jarry : Spéculations, Prague, 1997.
- Raymond Queneau : On est toujours trop bon avec les femmes, Prague, 2001.
- Jean-Paul Sartre : Les mains sales, Prague, 2010.
- François Rabelais : Les horribles et épouvantables faits et prouesses du très renommé Pantagruel Roi des Dipsodes, Prague, 2022.

Du tchèque au français
- Ivan Wernisch : Au jour d'hier. Édition K, Paris, 1990.
- Jan Skácel : Paysage avec pendules. Édition K, Paris, 1990.
- Vladimír Holan : À tue-silence. Édition K, Paris, 1990.
- Vladimír Holan : L'Abîme de l'abîme. Plein Chant, Bassac, 1991.
- Miroslav Holub : Programme minimal. Circé, Strasbourg, 1997.
- Jan Zabrana : Toute une vie [+ Marianne Canavaggio]. Allia, Paris, 2005.